# Zonneschijnvertellingen
Zonneschijnvertellingen is een vertelling van Hans Christian Andersen, het verscheen in 1872.

## Het verhaal
Storm wil regen een verhaaltje vertellen, maar zonneschijn komt ertussen. Storm gaat liggen, maar regen rukt aan de storm en vraagt of zij dit moeten dulden. Hij wil niet naar het verhaal van mevrouw Zonneschijn luisteren als ze vertelt over een zwaan die over een woelige zee vliegt. De veren schitteren als goud en één komt neer op een koopvaardijschip. Hij valt op het krulhaar van Supercargo, het raakt zijn voorhoofd en verandert hem in een pen. De opzichter is korte tijd later een rijke koopman die gouden vaatwerk in een adellijk schil kan veranderen. De zwaan vliegt over een groene wei waar een schaapherder van zeven jaar in de schaduw van de enige oude boom gaat zitten. De zwaan kust een van de bladeren en dit valt op de hand van de jongen. Het worden er tien en dan een heel boek, in dat boek leest de jongen over de wonderen der natuur en zijn moedertaal. Hij legt het onder zijn hoofd als hij gaat slapen en de jongen wordt naar de schoolbank gevoerd. De naam van de schaapherder behoort tot die van geleerden.
De zwaan vliegt het bos binnen en rust uit op een duister meer met waterlelies en wilde bosappels. Koekoek en bosduif wonen er, een vrouw zoekt brandhout. Ze heeft een kindje aan haar borst en ze ziet de gouden zwaan. Ze vindt een gouden ei en legt het aan haar borst, er zit leven in. Het pikt in de schaal en in het armoedige kamertje van de vrouw barst het open. Een zwanenjong met veren van puur goud komt naar buiten. Om zijn hals zitten vier ringen. De vrouw heeft vier jongens en ze laat dit geluk niet schieten. Even later vliegt het zwaantje weg. Ze kust de ringen en laat elk kind een ring kussen, ze legt hem tegen het hart van het kind en steekt hem aan zijn vinger. Eén jongen gaat naar de leemkuil en draait het met zijn vingers, het wordt Jason en het gulden vlies. Een andere jongen kijkt naar de kleuren van bloemen en wordt een begaafd schilder. De derde neemt de ring in zijn mond en gevoelens en gedachten verheffen zich in klanken. Hij wordt wereldberoemd. De vierde is een stumperd, maar krijgt een dichterlijke aard. Hij wordt geknuffeld en verwend, zijn geest vliegt op als gouden vlinder, symbool van onsterfelijkheid.
Storm en regen vinden het een lang en vervelend verhaal. De wind blaast de regen op als de zonneschijn vertelt over de zwaan die over een diepe baai vliegt. Vissers hebben netten uitgezet en de armste krijgt een stuk barnsteen van de zwaan. Dit bezit aantrekkingskracht, het trekt harten het huis binnen. De visser gaat trouwen en het ruikt heerlijk in huis, de geur van Gods vrije natuur. Er is huiselijk geluk en men is tevreden in bescheiden omstandigheden. Storm en regen zijn bijna in slaap gevallen en vertellen degene die naar de verhaaltjes geluisterd hebben, dat ze nu uit zijn.